# ノインキルヒェン - ルートヴィヒスハーフェン線
ノインキルヒェン - ルートヴィヒスハーフェン線 （ノインキルヒェン - ルートヴィヒスハーフェンせん、ドイツ語: Bahnstrecke Neunkirchen–Ludwigshafen）は、ザールラント州のノインキルヒェンとラインラント＝プファルツ州のルートヴィヒスハーフェンを結ぶ幹線鉄道で、複線で電化されている。この路線はマインツ - マンハイム線とナーエ谷線の間の鉄道連絡の役割を果たす。
プファルツ・ルートヴィヒ鉄道は1849年に完工されて、プロイセン鉄道区間は翌年にノインキルヒェンまで延長された。1852年ザールブリュッケン - ノインキルヒェン区間の開通で、この路線はルートヴィヒスハーフェンからザールブリュッケンまでの幹線鉄道の一部となった。1904年以降、マンハイム - ザールブリュッケン線の一部となった、ホンブルクとザールブリュッケンの間より短い路線が運用されたため、ノインキルヒェン - ホムブルク区間の重要性は減少した。しかしながら、この路線はホムブルク - ルートヴィヒスハーフェン区間も含めて、ドイツで重要な貨物輸送路線の1つであり続けて、その間に電化された。

## 歴史

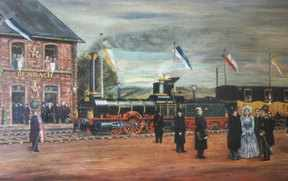
ベックバッハ駅で待機する開通記念列車（1849年）

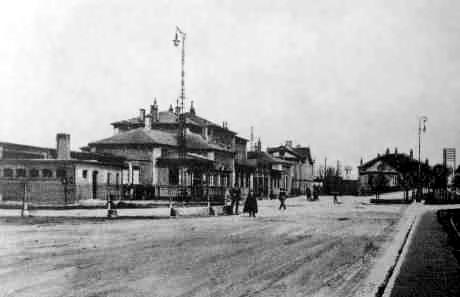
ホムブルク駅（1902年）

### プファルツ＝ルートヴィヒ鉄道とプロイセン鉄道
ベクスバッハ - ルートヴィヒスハーフェン区間はプファルツ・ルートヴィヒ鉄道として開業されて、主にベクスバッハ地区からマンハイムの対岸にある「ラインシャンツェ港」とその交易場まで石炭の輸送手段として機能すべきであった。西の路線について、最初にさまざまな経路が論議された。
当初、バイエルン王国の聖イングベルトを西の終点として決めるのが検討されたが、プロイセンがザールブリュッケンとの連絡路線を長期的に自分の領土で注視するのを望んだので、その計画はプロイセンの圧力で中止された。したがってベクスバッハは、のちにノインキルヒェンおよびズルツバッハタールを経由する延長路線の接続地点となった。
1838年1月10日に、ラインシャンツェ（1865年からルートヴィヒスハーフェンに改名）からベックバッハまでのこのルートの建設の目的で臨時会社が設立された。同年3月30日に、この会社は「バイエルン・プファルツ＝ラインシャンツ＝ベクスバッハ鉄道会社」の名称で正式に設立された。1844年5月会社は最終的に「プファルツ・ルートヴィヒ鉄道会社」に改名された。
プファルツ・ルートヴィヒ鉄道は、1845年3月末から当時ドイツの優秀な鉄道先駆者の1人であったフォン・ドニー（Paul Camile von Denis, 1795~1872）の指揮下で建設された。路線名はルートヴィヒ1世にちなんで命名された。バイエルン領土にあったホムブルク - ベックバッハ区間は1849年6月6日に開通された。その時点で1年前から、ラインシャンツェ - フランケンシュタイン区間に列車運行は可能であった。新たに開通されたベクスバッハ - ホムブルク区間は、1848年の革命当時に、非正規革命軍がプロイセン軍の追跡から逃走する通路として利用した。ノイシュタット - フランケンシュタイン区間の完工は、一方では建設に必要な土地購入のため、他方ではプファルツ森の地形による建設上の難点のため、延期となった。全区間は1849年8月25日に開通された。ヴェレスヴァイラーを経由してノインキルヒェンに至るプロイセン区間は1850年10月20日にハイニッツ炭鉱線とともに開通された。
1852年11月16日にザールブリュッケンへの継続的な通行が可能でした。1853年に既にパリとマインツの間の列車がこの路線で走行した。1856年7月には、ルートヴィヒスハーフェンとノインキルヒェンの間が複線線路で改修された。1860年にナーエ谷線の開業でパリ - マインツ区間の列車路線は変更され、ノインキルヒェン駅はルートヴィヒスハーフェン行き列車の終着駅となった。1865年以来、この路線に関する列車はヴォルムス - ノインキルヒェン区間を走行した。
1879年に聖イングベルト - ザールブリュッケン区間が開通されて、既存のホムブルク - ツヴァイブリュッケン線およびヴュルツバッハ鉄道がその区間と互いに連結されることとなった。新たに形成されたホムブルク - ザールブリュッケン区間は、ベクスバッハとノインキルヒェンを通過する既存路線より短いので、ザールブリュッケン方面の列車運行経路として優先的に選択された。ツヴァイブリュッケン - ランダウ線を経て東の方向に走行する石炭輸送列車はホムブルク駅で方向を転換せねばならなかった。この問題を解決するために、ホムブルクで三角線がツヴァイブリュッケン方面の路線と連結できるように建設された。1878年プロジェクト草案が完成されて、1879年2月1日にバイエルン政府が建設工事を承認した。建設工事は1880年春に開始されて、1881年10月15日に完了した。
1904年以降ホムブルクとザールブリュッケンの間の路線はリンバッハ駅およびキルケル駅の経由で直接に連結され、ホムブルクおよびノインキルヒェン経由の路線はその結果で重要性を失った。この新しい区間は、1881年にホムブルク - ツヴァイブリュッケン線に連結された三角線を横切ったので、ツヴァイブリュッケンは放棄されねばならなかった。1909年1月1日にこの路線は、プファルツ地方内の他の鉄道路線とともに、バイエルン王立鉄道に引き受けられた。

### ザール地域鉄道とドイツ国営鉄道
ドイツ帝国が第一次世界大戦に敗北した後、ザール地域の区間は1920年3月10日より有効で新生のザール管理地域に割り当てられた。ザール地域は15年間国際連盟の管理下にあり、その期間にフランスの出入国管理地域であった。その結果、ザールブリュッケンの元プロイセン鉄道管理局から由来した「ザール鉄道（Saareisenbahn）」がザール地域の鉄道運営を担当した。これに関連して、貨物取り扱いの国境駅ホンブルク西駅は、ホンブルクの西側、ザールブリュッケンの方向に新設されて、そこにノインキルヒェン方面の三角線が加えられた。その後、ホムブルク - ノインキルヒェン区間で距離標が新たなキロ程で置かれた。プファルツ・ルートヴィヒ鉄道路線の0キロポストはもともと、ベックバッハとノインキルヒェンの間のプロイセンとバイエルンの国境にあったが、今度ホンブルク中央駅に移られた。キロ程の設定はノインキルヒェン駅の方向に続くこととなった。1926年複線の貨物線がカイザースラウテルン - アインジードラーホーフ区間で追加された。
1935年にザール地域がドイツ第三帝国に編入されるて、ザール地域の区間もドイツ国営鉄道に属することとなった。第二次世界大戦中の1944年以降、ホムブルク駅とノインキルヒェン駅はしばしば空爆の標的となった。ホンブルグ駅の待合所は戦闘中に破壊されたのがその事例である。

### ドイツ連邦鉄道

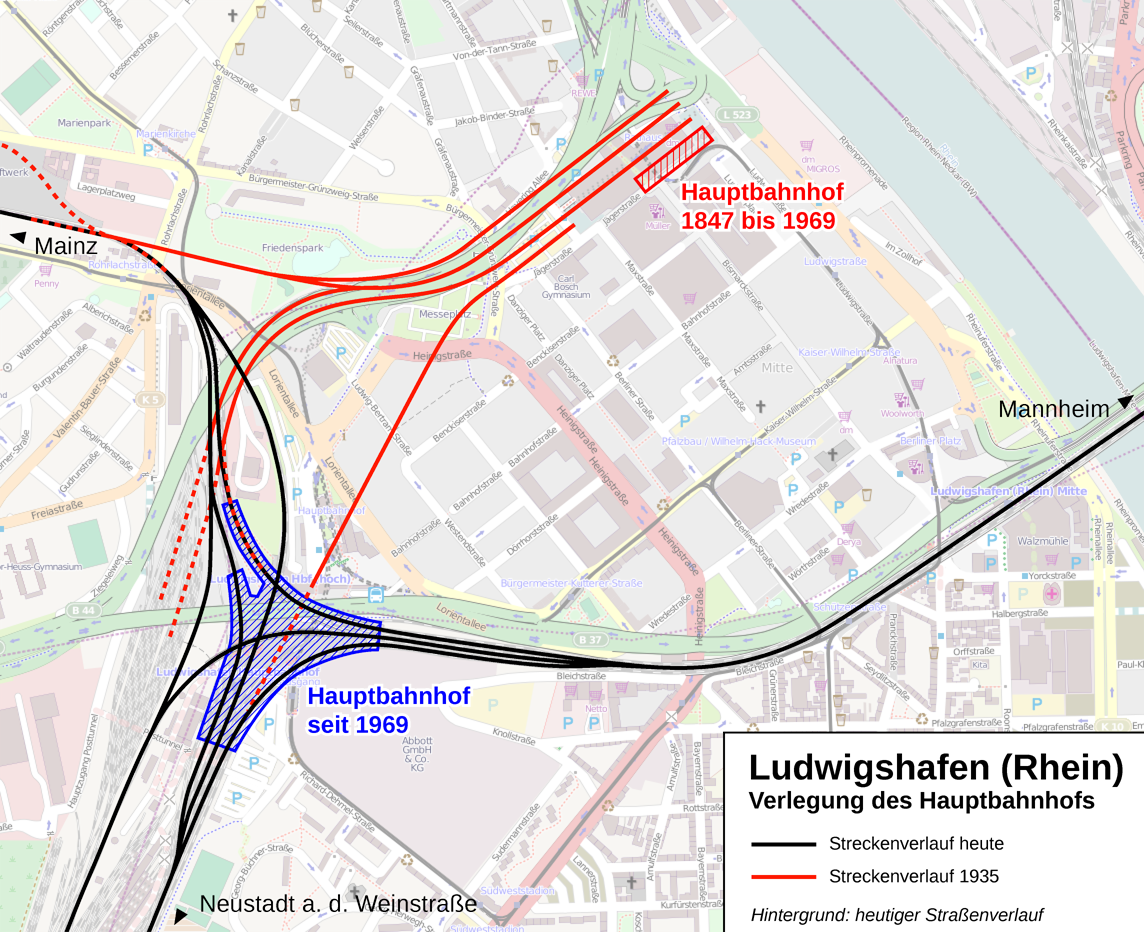
ルートヴィヒスハーフェン中央駅の移転 (1969年)

1947年にノインキルヒェン - ホムブルク区間はフランス保護領の「ザールラント」に編入されて、ザールラント鉄道（Eisenbahnen des Saalandes, EdS）という独自鉄道運送機関に引き受けられた。ザールラントがドイツ連邦共和国に編入された、1957年1月1日以後に、ザールの区間はドイツ連邦鉄道の所有となって、ザールブリュッケン管理局により運営された。
ホムブルク - ルートヴィヒスハーフェン区間では特急列車と国際列車の通行はかなり重要となったので、電化工事は1960年から開始され1966年5月19日から電気運転が完全に可能となった。ノイシュタット - カイザースラウテルン間で特にトンネルが多いので、トンネルの拡張は不可避であった。工事期間には列車は単線で走行して、貨物列車はランダウとラグマイルを経由してヴォルムス方面に迂回した。1960年代にルートヴィヒスハーフェン中央駅の新駅工事が始まり、1969年6月1日三角型の駅が公式的に開業された。
1970年発表されたドイツ連邦鉄道の鉄道網改良プログラムによれば、ホッホシュパイアー - ルートヴィヒスハーフェン区間の新線建設が1985年竣工として予定された。その新線はフランケンタール市でマインツ - マンハイム線と合流する予定であった。連邦交通計画1973ではカイザースラウテルン - ルートヴィヒスハーフェン高速線が含まれたが、この計画は実現されなかった。
1985年と1986年にかけて、ドイツとフランスの実務者グループはLGV東線とドイツへの連結線との関系でザールブリュッケン - ルートヴィヒスハーフェン区間の新線及び改良線プロジェクトを検討した。三つの方案は全区間の改修、プファルツ森区間の高速新線建設、ザールブリュッケン - ホッホシュパイアー区間でアウトバーン6号に並行する新線建設であった。しかしこれらの計画案は実現されなかった。1992年5月22日ドイツとフランスの両国運輸相はマンハイム - ザールブリュッケン間を顧慮して、パリ、東フランス、南ドイツを結ぶ高速線に関する協定を締結した。マンハイム - ザールブリュッケン線の改修に関する報告書が1993年中期に提出されて、内容は四つの改修案の費用と短縮時間を互いに比較・分析することであった。

### ドイツ鉄道
ドイツ鉄道改革の過程で、1994年1月1日にこの路線はドイツ鉄道が引き受けた。2000年にノインキルヒェン - デーヒェン区間が廃止された。
2003年12月にSバーン列車の運行がマンハイム - カイザースラウテルン区間で始まり、2006年ホムブルクまで延長された。この頃2000年に創立された西プファルツ運輸連合 (Westpfalz-Verkerhsverbund, WVS) がライン＝ネッカー運輸連合 (Verkehrsverbund Rhein-Neckar, VRN) に併合された。Sバーンの導入に従って、プラットホームの高さは76 cmに、長さはカイザースラウテルン以西では140 mに、ルートヴィヒスハーフェン - カイザースラウテルン区間では210 mに改築された。
2004年5月14日にドイツ鉄道とフランス鉄道線路事業公社はパリ - ザールブリュッケン - ルートヴィヒスハーフェン区間の欧州鉄道交通管理システム及び保安装置設置に関する了解覚書へ署名した。160 km/h以上の走行に要求されるETCSレベル2の保安装置設置は2008年末期まで完了するべきであったが、その計画は後に延期された。列車はカールスルーエ運転指令所で遠隔操作で統制されるよう取り決められた。2007年5000万ユーロの資金が線路の改修に投資されたが、プファルツ森の貫通区間は本来計画と違って変化無しに保たれている。2010年中期からルートヴィヒスハーフェン - リムブルガーホーフ区間で三線複線工事が始まり、2014年末期に完了した。
2019年12月にイタリア鉄道の系列vlexx社が普通列車路線の一部を引き受けた。

## 沿線概況

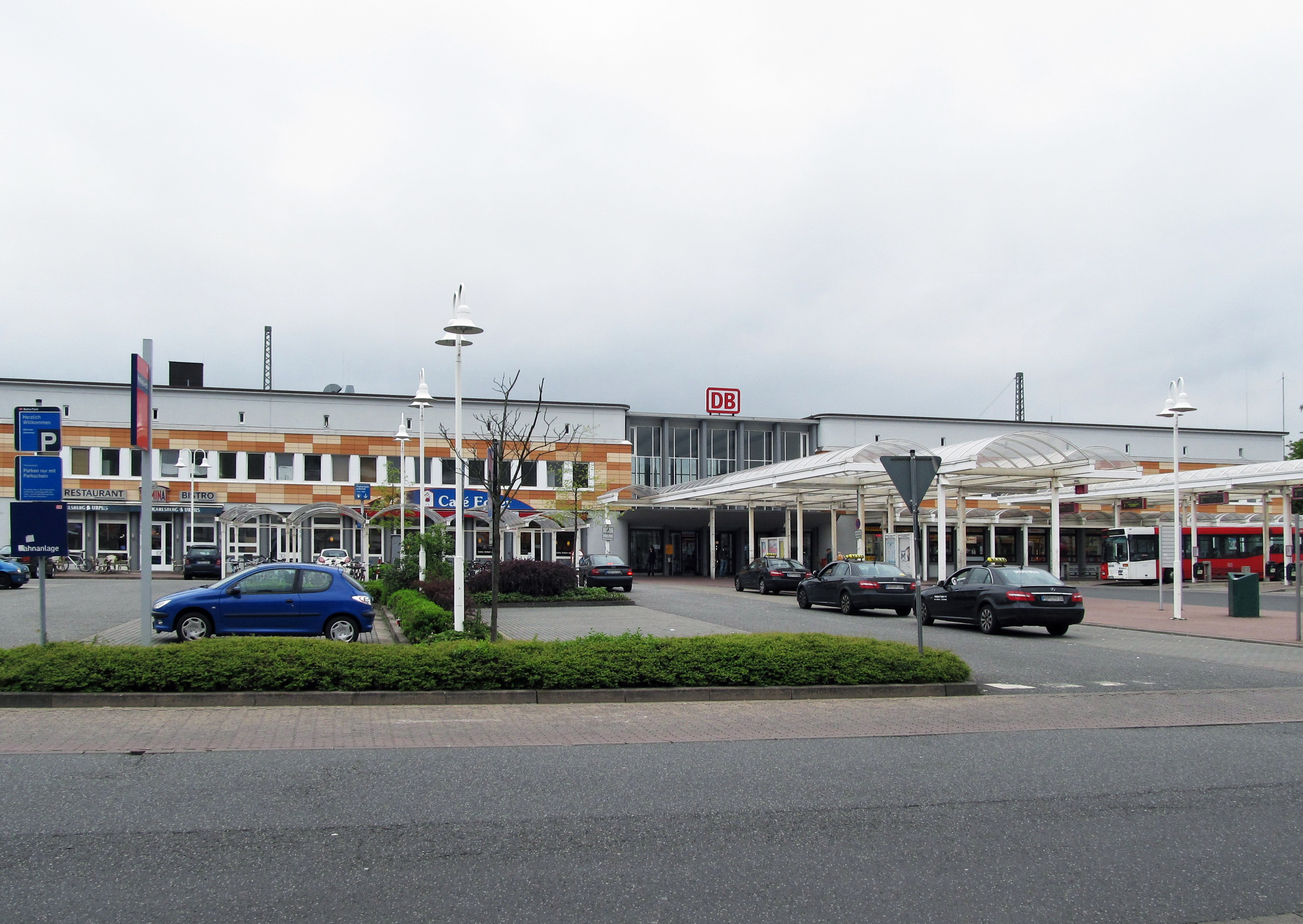
ホンブルク（ザール）中央駅

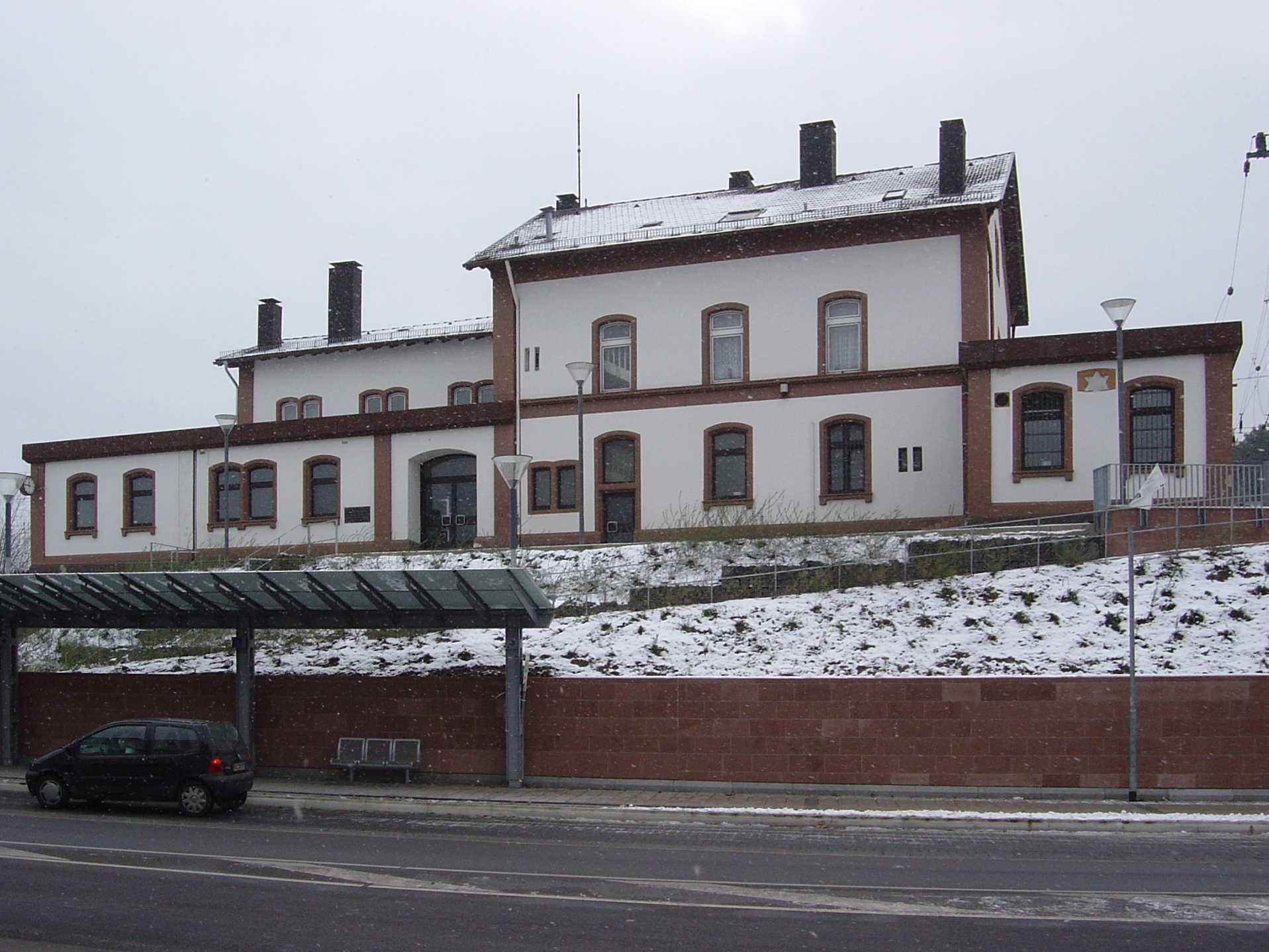
ベクスバッハ駅

ノインキルヒェン駅でナーエ谷線がまず分岐して、列車はブリース川を二度渡り東の方に走行する。この路線は東の方に続いてヴェレスヴァイラーおよびベクスバッハに至る。列車は連邦自動車道6号の下を横断して、南東側へ向かう。この路線はホンブルク市を緩慢な曲線で周回すると、マンハイム - ザールブリュッケン線がこの路線と合流する。列車はその後ホムブルク中央駅に到着する。

## 運行形態

### 旅客輸送
ノインキルヒェン - ホムブルク区間はザールラント運輸連合（Saarländischer Verkehrsverbund, SaarVV）の管轄下にある。ホムブルク - ルートヴィヒスハーフェン区間の運賃システムはライン＝ネッカー運輸連合により管理されている。
- TGV 82: パリ東駅 - ザールブリュッケン - カイザースラウテルン - マンハイム - フランクフルト[29]。
- ICE 15 / ICE 50: ザールブリュッケン - ホムブルク - カイザースラウテルン - ノイシュタット - マンハイム - フランクフルト - フランクフルト - ドレスデン / ベルリン。
- ICE: ザールブリュッケン - ホムブルク - カイザースラウテルン - ノイシュタット - マンハイム - シュトゥットガルト - ウルム - アウクスブルク - ミュンヘン。
- 快速列車（RE 1）: コブレンツ - トリアー - ザールブリュッケン - ホムブルク - ラントシュトゥール - カイザースラウテルン - ノイシュタット - ルートヴィヒスハーフェン中駅 - マンハイム。60分間隔。使用車両は429形電車。
- 普通列車（RB 70）: ザールブリュッケン - ホムブルク - ブルーフミュールバッハ・ミーザウ - ハウプトシュトゥール - ラントシュトゥール - キンツバッハ - カイザースラウテルン。60分間隔。使用車両は1440形電車。
- 普通列車（RB 74）: イリンゲン（ザール）- ノインキルヒェン - ヴェレスヴァイラー - ベクスバッハ - ホムブルク。20分/40分周期運行[30]。イタリア鉄道の子会社vlexx所属。使用車両はタレント3。
- 普通列車（RB 76）: ザールブリュッケン - ノインキルヒェン - ヴェレスヴァイラー - ベクスバッハ - ホムブルク。平日通勤時間のみ運行[30]。vlexx所属。使用車両はタレント3。
- Sバーン（S1）: ホムブルク ブルーフミュールバッハ・ミーザウ - ハウプトシュトゥール - ラントシュトゥール - キンツバッハ - アインジードラーホーフ - フォーゲルヴェー - ケンネルガルテン - カイザースラウテルン - ホッホシュパイアー - フランケンシュタイン - ヴァイデンタール - ナイデンフェルス - ラムブレヒト - ノイシュタット - ボェービヒ - ハースロッホ - ボェール・イゲルハイム - シファーシュタット - リムブルガーホーフ - ルートヴィヒスハーフェン - マンハイム - ハイデルベルク - エーバーバッハ - ネッカーエルツ - モースバッハ - オスターブルケン。60分間隔。使用車両は425形電車。
- Sバーン（S2）: カイザースラウテルン - ホッホシュパイアー - フランケンシュタイン - ヴァイデンタール - ナイデンフェルス - ラムブレヒト - ノイシュタット - ボェービヒ - ハースロッホ - ボェール・イゲルハイム - シファーシュタット - リムブルガーホーフ - ラインゴェーンハイム - ムンデンハイム - ルートヴィヒスハーフェン - マンハイム - ハイデルベルク - エーバーバッハ - ネッカーエルツ - モースバッハ。60分間隔。使用車両は425形電車。
- Sバーン（S3）: （カールスルーエ - ヴォェルト -）ゲルメルスハイム - シュパイアー - シファーシュタット - リムブルガーホーフ - ルートヴィヒスハーフェン - マンハイム - ハイデルベルク - ブルクサール - カールスルーエ。30/60分間隔。使用車両は425形電車。
- Sバーン（S4）: ゲルメルスハイム - シュパイアー - シファーシュタット - リムブルガーホーフ - ラインゴェーンハイム - ムンデンハイム - ルートヴィヒスハーフェン - マンハイム - ハイデルベルク - ブルクサール。使用車両は425形電車。

### 貨物輸送
ホムブルクとルートヴィヒスバーンの間では、主にザール地方で採掘された石炭が貨物列車でライン川辺に運搬された。ベクスバッハ駅でもノインキルヒホェン駅でも、石炭および鉄鋼産業のために、貨物駅施設が備えられた。ベックバッハの王立炭鉱は側線で連結されて、現在はベックバッハ発電所で使用されている。
現在、貨物列車はホムブルクを経由してノインキルヒェンからマンハイムまで運行されている。